# Mesapamea concinnata
Mesapamea concinnata là một loài bướm đêm trong họ Noctuidae.